# Česká pedagogika oboru fotografie
Pedagogika oboru fotografie představuje svébytnou skupinu oborů a metod, které se podílejí na komplexní výuce fotografického řemesla a umění. Patří k nim teorie fotografie včetně filosofie, psychologie a sociologie, teorie vizuální komunikace, historiografie fotografie a umění, fyzické, chemické a elektronické části technologie a přirozeně také praktická výuka specializovaná na jednotlivé obory fotografie. Výuka fotografie v českém prostředí je spojena se jmény mnoha výrazných pedagogických osobností, které jsou charakterizovány formou a obsahem svých učebních textů.

## Charakteristika pedagoga
Charakteristika kvalitního pedagoga fotografie není jednoznačná, což je přirozené. Neplatí zjednodušený pohled, podle kterého každý výrazný umělec je kvalitním učitelem. Je ovšem pravda, že studenti se mohou od umělecké osobnosti leccos dobrého přiučit, i když tato nemá dostatečné pedagogické schopnosti. Stejně neplatí, že dobrý pedagog fotografie musí být současně výrazným fotografem. Schopnost vnímat fotografii není totéž jako ji vytvářet. Mnozí historici a kritici fotografie jednoznačně přesvědčují o svých mimořádných schopnostech vnímání, které jsou často doplněny důležitou sociální inteligencí a užitečným nadhledem. Zatímco pro autora volné tvorby je většinou vhodnější subjektivita, pro učitele a kritika, přehled a blízkost k objektivnějšímu posuzování.

## Fotografické školství
K primárním formám výuky patří praktické učení asistentů v živnostenských ad. ateliérech. Příkladem byl třeba příbramský ateliér Matas, kde se vyučil František Drtikol, nebo učedníci Josefa Sudka.
Ve druhé polovině 20. století bylo základní školství oboru v Československu tvořeno postupně se rozvíjející výukou fotografie na Lidových školách umění, později Základních uměleckých školách (př. Ján Šmok v Praze, Miloslav Stibor v Olomouci), souběžně na krajských konzervatořích (př. Ján Šmok v Hradci Králové, Bořek Sousedík v Ostravě), v učebních oborech institucí (např. družstvo Fotografia Praha) a také na mimořádných školách (Pražská fotografická škola Václava Vláška, Institut výtvarné fotografie Karla O. Hrubého) přidružených ke Svazu českých fotografů. Po roce 1990 spektrum rozšířila řada soukromých institucí (Foto Centrum Škoda v Praze ad.).
Ve středním školství měla fotografie tradici na školách věnujících se užité grafice (Praha, Brno), aby se postupně rozšířila na většinu středních uměleckých škol.
Průkopníkem vysokoškolské výuky fotografie, a to i v evropském měřítku, byla od roku 1946 pražská FAMU (Karel Plicka, Ján Šmok), druhou tuzemskou školou se stala Slezská univerzita v Opavě (1990 – Institut tvůrčí fotografie Vladimíra Birguse), třetí UMPRUM (1993 – Pavel Štecha) a pak se fotografie postupně rozšířila na nově vznikající umělecké fakulty krajských univerzit (např. UJEP Ústí nad Labem, UTB Zlín, ZČU Plzeň ad.).

### Formy výuky
Ve školách fotografie se výuka v zásadě realizuje jednou ze dvou forem. V prvé působí zejména pedagogové specializovaní na jednotlivé obory teorie a praxe, ve druhé dominují umělecké osobnosti a zaměření na fenomén umění.

#### Výuka univerzálních profesionálů
Výuka univerzálních profesionálů schopných v praxi realizovat různé typy zakázek je podobná na středních i vysokých školách. Studenti procházejí teoreticky i prakticky kombinovanou výukou více technických a tvůrčích předmětů. Žádný obor nedominuje, všechny harmonicky vyvažují koncepčně promyšlený celek.

#### Výuka volných umělců
Výuka umělců volné fotografické tvorby navazuje na tradici malířských a sochařských akademií umění, kde ve svých ateliérech pět nebo šest let učili vybrané studenty osobnosti umění. Dominuje předmět „Ateliérová výuka“, vše ostatní včetně teorie umění tvoří tzv. „doprovodné disciplíny“.

### Učebnice a pomůcky
Specializované učební texty a pomůcky jsou významnou součástí výuky zejména u praktických umělců, kteří nemají stejné předpoklady jako studenti vědeckých oborů ke vnímání slovních přednášek. Proto dobré umělecké školy dbají na vydávání učebnic a skript, případně alespoň jejich zajištění do školních knihoven a současně také na budování kabinetů pomůcek. Vzhledem k tomu, že umělecké školy často nejsou tak velké, jako jiné vysoké školy, nezbytně spojují se ve vydávání navzájem.
U jednotlivých osobností pedagogů fotografie jsou shromážděny jejich publikace. Především učební texty, ale pokud je nepsaly, je vybrán soubor publikací komplexnějšího charakteru nebo někdy i knihy s ukázkami jejich tvorby, které mohou jako učebnice sloužit.

### Kvalifikační a pedagogické tituly učitelů
Kvalifikační tituly učitelů fotografie souvisejí s jejich odbornou specializací pocházející z různých škol. V rozvíjejícím se oboru fotografie však neměly často zcela logickou vazbu, většinu potřebných znalostí mnohdy pedagogové získali především individuálním studiem. Tato situace je z velké míry aktuální i počátkem 21. století.
Pedagogické tituly učitelů podléhají svébytnému českému úzu, kdy na uměleckých školách jsou přidělovány nevyrovnaně jen některým umělcům, přičemž nerozhoduje schopnost vyučovat, ale odborné uznání akademické komunity za uměleckou tvorbu. Mimoumělečtí pedagogové fotografie jsou pak převážně na uměleckých školách z habilitačních procesů vyloučeni.

## Příklad osobností české pedagogiky

### Nestor českých pedagogů fotografie - Ján Šmok
Ján Šmok (1921 Lučenec – 1997 Praha) patřil k první generaci studentů FAMU, kterou ovlivnil svou klasickou skladbou fotografického a filmového obrazu profesor Karel Plicka a profesionální zájem o techniku v nich vzbudil Jaroslav Bouček. Pedagogické nadání se v něm projevilo v samotných začátcích kariéry, proto působil hned po studiu na škole jako asistent. Badatelsky se věnoval stejně teorii skladby jako teorii techniky, což se příznivě integrovalo v jeho vznikající teorii sdělování. Málokterá verze teorie komunikace nebo dokonce obecné teorie umění umí tak dobře analyzovat technické souvislosti celého procesu. Technologicky náročné prostředí oboru vedlo teoretiky především ke sledování primárních vztahů tvůrců, tvorby a diváků a až návazně na estetickou problematiku umění. V tom spočíval užitek odlišného úhlu pohledu Šmokova teoretického výzkumu.
Nejprve na katedře filmového a televizního obrazu a později na katedře fotografie se mu podařilo vybudovat systematickou formu studia, která vedla především k univerzální profesionalitě absolventů, kteří byli připraveni působit v praxi v zakázkové práci.
Přes své exkluzivní postavení vysokoškolského profesora Šmok nikdy neopustil sféru základního uměleckého vzdělávání a veřejné osvěty, jakou tehdy teprve emancipující se fotografie velmi potřebovala. Společně s Miloslavem Stiborem patřil k zakladatelům výuky fotografie na lidových školách umění, vedl kurzy krajských konzervatoří a po odchodu do důchodu se ujala vedení Svazu českých fotografů, sdružujícího především amatéry.
Šmok dokázal vychovat nejen osobnosti fotografické tvorby, ale také dobré fotografické pedagogy. Na FAMU v jeho šlépějích pokračovali například profesoři Miroslav Vojtěchovský, Vladimír Birgus, Tomáš Fassati a Pavel Dias, po roce 1990 nová studia fotografie na dalších školách založili Pavel Štecha (UMPRUM), Jaroslav Prokop (UTB Zlín), František Tomík (AU B. Bystrica) nebo Milota Havránková a Ľubo Stacho (VŠVU Bratislava), skupina jeho žáků v čele s Vladimírem Birgusem stála v roce 1990 u zakládání Institutu tvůrčí fotografie nové Slezské univerzity v Opavě, někteří absolventi Šmokova studia působili pedagogicky na zahraničních univerzitách, Miroslav Vojtěchovský např. ve Washingtonu, Robert Buchar na filmové škole v Chicagu. Stranou nezůstalo ani střední školství, kde vyučovali Šmokovi žáci např. Stanislav Boloňský, Pavel Dias, František Tomík a Milan Dušák dokonce založil novou soukromou střední grafickou školu v Jihlavě, v níž vytvořil školní galerii Jána Šmoka.

#### Učební texty (výběr)
- Šmok, Ján: Obecné principy komposice ve fotografii, Praha 1954
- Šmok, Ján: K problematice portrétu ve fotografii, Praha 1955
- Šmok, Ján: Problematika fotografie, jako nového sdělovacího prostředku, Praha 1955
- Šmok, Ján: Úvod do fotografické praxe, Praha 1955
- Šmok, Ján: Fotočlánky a zjišťování exposičních poměrů, Praha 1955
- Šmok, Ján: Obecná teorie a kompozice fotografického obrazu, Praha 1956
- Šmok, Ján: Filmová fotografie, Praha 1957
- Šmok, Ján: Barevná fotografie, Praha 1961
- Šmok, Ján: Základní problémy amatérské fotografie, Praha 1961
- Šmok, Ján: K estetice fotografie, Praha 1961
- Šmok, Ján: Fotografická praxe v přírodě, Praha 1961
- Šmok, Ján: Fotografie při umělém světle, Praha 1961
- Šmok, Ján: Sensitometrie, filtry, měření exposice, Český Krumlov 1962
- Šmok, Ján: Úvod do estetiky fotografie, Praha 1963
- Šmok, Ján: Úvod do teorie fotografie, Praha 1963
- Šmok, Ján: Obecná teorie umění (rukopis, Praha 1964)
- Šmok, Ján: Skladba kinematografického obrazu, Praha 1964
- Šmok, Ján: Úvod do teorie fotografického obrazu, Praha 1964, (2. 1967)
- Šmok, Ján: Snímková technika I., Praha 1965
- Šmok, Ján: Snímková technika filmu, Praha 1965
- Šmok, Ján: Diapozitiv, Praha 1965
- Šmok, Ján: Problematika fotografie 1, Praha 1966
- Šmok, Ján: Problematika fotografie 2, Praha 1967
- Šmok, Ján: Nástin obecných základů teorie fotografie, Ostrava 1968
- Šmok, Ján: Teorie sdělování, Praha 1968
- Šmok, Ján: Úvod do stavby a skladby fotografického obrazu, Bratislava 1968
- Šmok, Ján: Akt vo fotografii, Martin 1969, 1986
- Šmok, Ján: Jak se dívat na fotografii, Ústí nad Labem 1969
- Šmok, Ján: Obecné základy teorie televize, Praha 1969
- Šmok, Ján: Úvod do teorie sdělování, Praha 1970
- Šmok, Ján: Umělé světlo ve fotografii, Praha 1972, 1978, (bulharsky 1976)
- Šmok, Ján: Teorie skladby kinematografického obrazu, Praha 1972
- Šmok, Ján: Fotografie, mládež, estetika a etika, Praha 1972
- Šmok, Ján: Barevný proces, Praha 1972
- Šmok, Ján: Snímková technika, Praha 1973
- Šmok, Ján: Skladba fotografického obrazu, Praha 1974
- Šmok, Ján: Diapozitiv v praxi, Praha 1975 (bulharsky 1976)
- Josef Pecák; Petr Tausk; Šmok, Ján: Barevná fotografie, Praha 1975,1978
- Šmok, Ján: Za tajomstvami fotografie, Martin 1975
- Hanzlíková, Alena; Šmok, Ján: Vkus a nevkus kolem nás, Praha 1977
- Šmok, Ján: Škola fotografie, Ústí nad Labem 1980
- Bažant, Josef; Šmok, Ján: Metodika práce dětského fotografického kroužku, Praha 1980
- Šmok, Ján: Začněte fotografovat, Praha 1983,1984
- Šmok, Ján: Stavba a skladba fotografického snímku, Praha 1983
- Šmok, Ján: Composition d´image cinématographique, Praha 1984
- Šmok, Ján: Fotografování, Praha 1985
- Šmok, Ján: Consciousness and content behavior, University of Maine, USA 1989
- Šmok, Ján: Teorie a skladba, Praha 1992,1997
- Buchar, Robert; Šmok, Ján: Design of the Cinematographic Image, Columbia College, Chicago, 1993
- Šmok, Ján: Teorie skladby fotografického obrazu, Opava 1994
- Šmok, Ján: Teorie umění a obsahového jednání člověka, Benešov 1994
- Šmok, Ján: The Human Beings, Content Behaviour, Art, Benešov 1996
- Šmok, Ján: An Introduction into the Theory of Photograpic and Cinematographic Image, Praha 1996

### Další osobnosti pedagogů
Z osobností fotografů, které se věnovaly výuce, je možné uvést například Karla Cudlína, Pavla Diase, Viktora Koláře, Zdenu Kolečkovou, Jaroslava Krejčího, Pavla Máru, Ivana Pinkavu, Jana Pohribného, Ruda Prekopa, Jindřicha Štreita, Alexandru Vaid nebo Vladimíra Židlického.